# Eddie Barefield

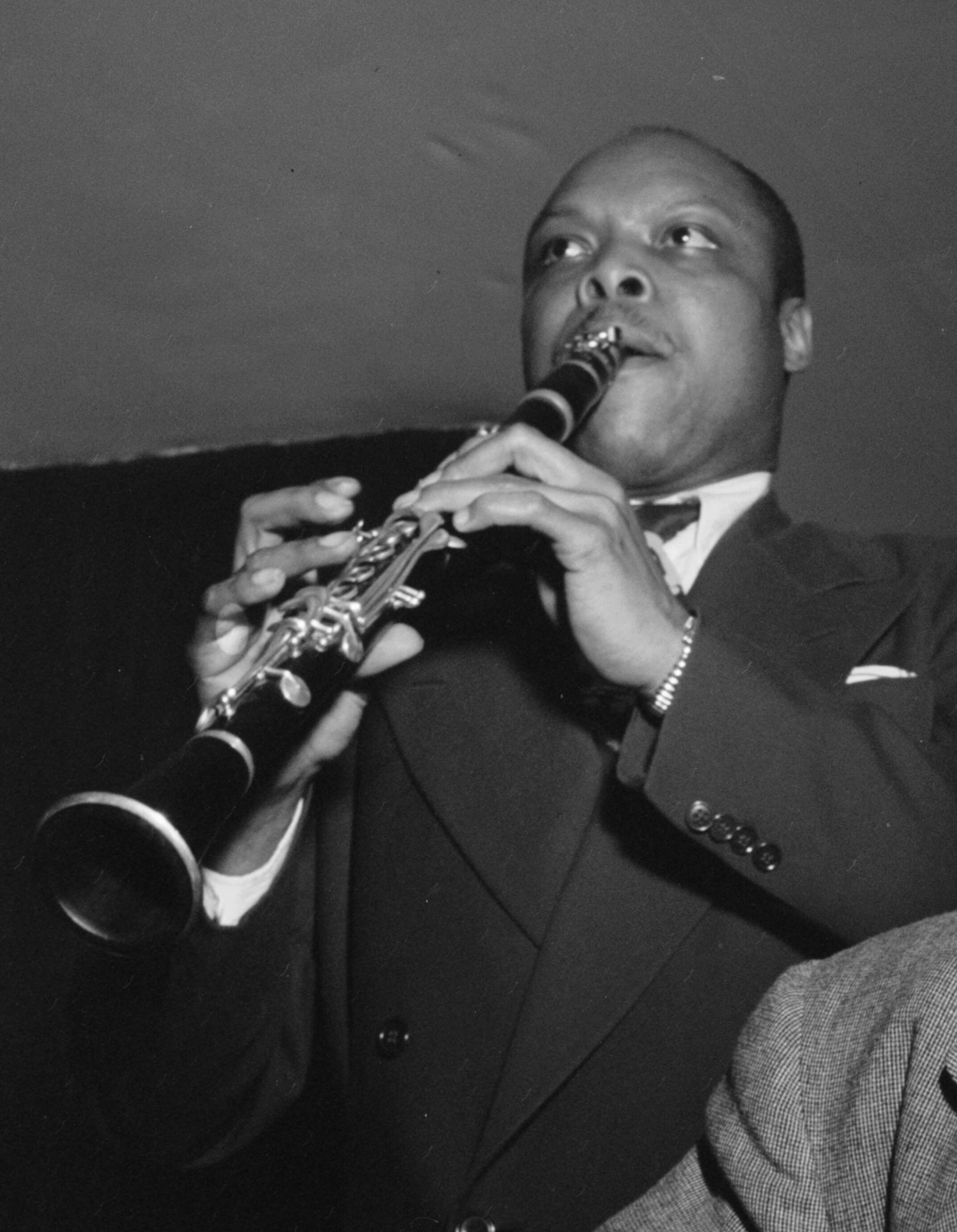
Eddie Barefield, ca. 1947

Edward Emmanuel „Eddie“ Barefield (* 12. Dezember 1909 in Scandia, Iowa; † am 4. Januar 1991 in  New York City) war ein US-amerikanischer Jazz-Altsaxophonist, Klarinettist und Arrangeur des Swing.

## Leben und Wirken

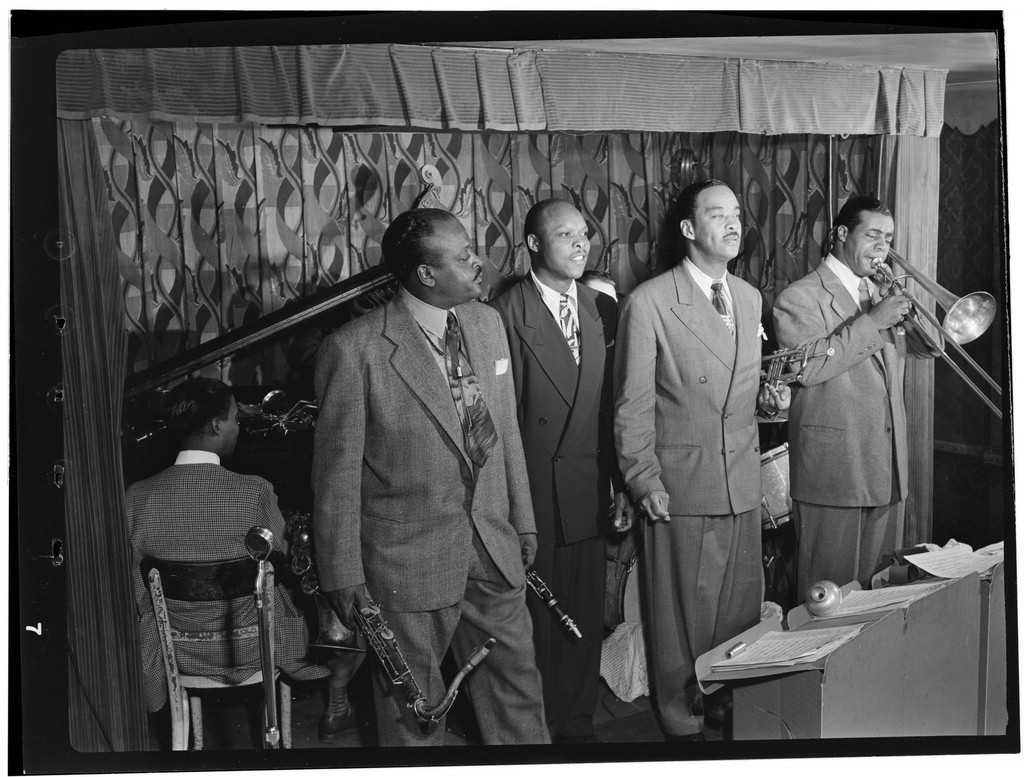
Ben Webster, Eddie Barefield, Buck Clayton und Benny Morton bei einem Auftritt im Famous Door, NYC, ca. Oktober 1947.
Fotografie von William P. Gottlieb.

Barefield begann mit zehn Jahren Klavier zu spielen, mit 13 wechselte er zum Altsaxophon. Zu Beginn seiner Profikarriere arbeitete er 1926 mit Edgar Pillows und 1927 mit West Virginia Ravens. 1930 studierte er Klarinette am Konservatorium in Chicago, 1931 spielte er mit Teddy Wilson und Art Tatum, 1932 mit Bennie Moten (bei dem er auch mit Eddie Durham arrangierte) und den McKinney’s Cotton Pickers. Von 1933 bis 1936 war er Mitglied von Cab Calloways Band, mit der er 1936 Europa besuchte. 1937 spielte er bei Les Hite, 1938 mit Fletcher Henderson und Don Redman, 1939 wieder bei Calloway und Ella Fitzgerald. 1940 hatte er eine eigene Formation und arbeitete außerdem bei Coleman Hawkins. 1941 war er bei Benny Carter und 1942 bei Duke Ellington. Von 1942 bis 1946 war er bei verschiedenen Radiostationen angestellt. 1947 kehrte er zu Ellington zurück und arbeitete 1948 für ihn auch als Arrangeur. Im selben Jahr dirigierte er am Broadway die Musik zum Theaterstück Endstation Sehnsucht. 1950 war er in Sy Olivers Orchester sowie bei Fletcher Henderson beschäftigt, danach bis 1958 hauptsächlich bei Cab Calloway. Mit diesem tourte er 1951 und 1958 durch Südamerika. 1958 besuchte er mit Sammy Price Europa. 1959 wirkte er als Dirigent der Jazz-Train-Show. Barefield ging auch mit eigenen Bands ins Aufnahmestudio. Außer bei den genannten Musikern war er auch an Aufnahmen von Lionel Hampton (Drum Stop; 1937), Roy Eldridge 1956, Bernie Young und Ben Webster beteiligt.

## Diskographische Hinweise
- Plays the Work of Edgar Battle (Cosmopolitan, 1962)
- Plays Ballad Beautiful by Edgar Battle (Cosmopolitan, 1964)
- Eddie Barefield (RCA, 1974)
- The Indestructible Eddie Barefield (Famous Door, 1977)